# Jean Girault
Jean Girault (Villenauxe-la-Grande, 9 maggio 1924 – Parigi, 20 luglio 1982) è stato un regista, sceneggiatore, produttore cinematografico, e critico francese.

## Biografia
Tra il 1960 e il 1982 diresse oltre trenta film, tra cui alcuni dei più famosi del comico Louis de Funès..
Malato di tubercolosi, morì per un attacco di cuore in ospedale a Parigi, dove era stato ricoverato alcuni giorni prima.
È sepolto nel cimitero parigino di Bagneux.

## Filmografia
- Les pique-assiette (1960)
- Les Moutons de Panurge (1960)
- Les Livreurs (1961)
- Les Veinards (1963)
- Les Bricoleurs (1963)
- I tre affari del signor Duval (Pouic-Pouic) (1963)
- Faccio saltare la banca (Faites sauter la banque!) (1964)
- Una ragazza a Saint-Tropez (1964)
- Les gorilles (1964)
- Tre gendarmi a New York (1965)
- Monsieur le président-directeur général (1966)
- Le grandi vacanze (1967)
- Un drôle de colonel (1968)
- Calma ragazze, oggi mi sposo (1968)
- La maison de campagne (1969)
- 6 gendarmi in fuga (1970)
- All'ovest di Sacramento (1971)
- Jo e il gazebo (1971)
- Cinque matti alla corrida (1972)
- Le concierge (1973)
- Le permis de conduire (1974)
- Deux grandes filles dans un pyjama (1974)
- Les murs ont des oreilles (1974)
- L'intrépide (1975)
- La gang dell'Anno Santo (L'année sainte) (1976)
- Le mille-pattes fait des claquettes (1977)
- L'horoscope (1978)
- Il gendarme e gli extraterrestri (1979)
- L'Avare (1980)
- Ach du lieber Harry (1981)
- La Soupe aux choux (1981)
- Le Gendarme et les gendarmettes (1982)